# Rifugio Zanotti
Il rifugio Ervedo Zanotti al vallone del Piz, o più brevemente rifugio Zanotti, è un rifugio alpino situato nel vallone del Piz, valle laterale della valle Stura, nelle Alpi Marittime, in comune di Pietraporzio (CN).

## Caratteristiche e informazioni
Il rifugio è situato nell'alto vallone del Piz, su un promontorio roccioso alla base del vallone di Schiantalà. É intitolato alla memoria dell'alpinista Ervedo Zanotti di Genova, perito a causa di un banale incidente assieme all'allieva Gloria Paganetto durante un'arrampicata in palestra di roccia.
È una costruzione in muratura di pietrame su due piani. Al piano terra si trovano la cucina e la sala da pranzo, una camerata comune ed una cameretta; al primo piano c'è un secondo dormitorio comune.
È provvisto di acqua corrente, sia all'interno che all'esterno, e di impianto elettrico con alimentazione a pannelli fotovoltaici. I servizi igienici sono all'esterno. Il riscaldamento è mediante stufa a legna. Non esiste un vero e proprio locale invernale; è comunque disponibile un ricovero di emergenza sul retro dell'edificio, per quanto poco confortevole.
Il rifugio è di proprietà della sezione Ligure di Genova del Club Alpino Italiano, e non è gestito. Le chiavi possono essere ritirate a Pietraporzio durante tutto l'anno.

## Accesso
L'accesso più rapido al rifugio avviene risalendo il vallone del Piz. Con l'auto si raggiunge Pietraporzio, e da qui, seguendo le indicazioni stradali, si arriva alla località  Pian della Regina, dove si parcheggia. Dal Pian della Regina si diparte una strada sterrata che risale il vallone fino al Gias del Piz, dove termina; da qui, in circa 15 minuti per sentiero si raggiunge il rifugio (2-2.30 h dal Pian della Regina).

## Ascensioni
- Becco Alto d'Ischiator
- Monte Tenibres
- Bec dal Vir
- Testa dell'Ubac
- Dente del Vallone
- Rocca Rossa
- Becco alto del Piz
- Cima Burnat
- Punta Zanotti

## Traversate
- al rifugio Talarico per il passo Sottano delle Scolettas (difficoltà: E)
- al rifugio Migliorero per il passo di Rostagno (E)
- al rifugio Rabuons (Francia) per passo di Tres Puncias (EE)

Il rifugio si trova sul percorso della Grande Traversata delle Alpi e della Via Alpina. Nell'ambito della GTA, il rifugio si trova sul percorso della variante nota come percorso delle alte valli, sulla tappa che va dal rifugio Migliorero alla località  Prati del Vallone. Nell'ambito della Via Alpina, costituisce punto di sosta tra le tappe R137 (Pontebernardo - Rifugio Zanotti) e R138 (Rifugio Zanotti - Strepeis)  dell'itinerario rosso.